# Essonodon
Essonodon es un género extinto de mamífero multituberculado del Cretácico Superior de la Formación Hell Creek de Montana, también descubierto en la Cuenca San Juan, Wyoming y en Saskatchewan.